# فريدريك فرازير
فريدريك فرازير هو سياسي كندي، ولد في 20 أكتوبر 1895 في ريفيلستوك في كندا، وتوفي في 18 أكتوبر 1990 في فانكوفر في كندا.